# Ontholestes murinus
Espèce
Ontholestes murinus est une espèce d'insectes coléoptères de la famille des Staphylinidae.